# Rema
Rema（レマ、2000年5月1日 - ）は、ナイジェリア出身の歌手、ラッパー、ソングライター。
2019年の楽曲「Dumebi」で注目を集め、同年にJonzing Worldと契約。同レーベルはD'Princeによって設立されており、Mavin Recordsの傘下である。
2022年のシングル「Calm Down」によって世界的な成功を収め、同曲のリミックス版（出演：セレーナ・ゴメス）はアメリカのBillboard Hot 100で最高3位を記録。さらにBillboard U.S. Afrobeats Songsチャートでは史上最長となる58週間連続1位を獲得した。
デビューアルバム『Rave & Roses』（2022年）はBillboard 200で最高81位を記録。2023年にはEP『Ravage』を発表し、2024年には2作目のアルバム「HEIS」とシングル「Benin Boys」（Shallipopiと共演）をリリースした。「HEIS」は第67回グラミー賞「Best Global Music Album」にノミネートされ、Trace Awardsでは「Album of the Year」を受賞した。

## 幼少期と教育
Remaは本名Divine Ikubor（ディヴァイン・イクボ）として、ナイジェリアのエド州・ベニン・シティで2000年5月1日に生まれた。  キリスト教徒の家庭で育ち、早くから音楽や宗教活動に親しんでいた。
父と兄を亡くし、その後は母親に育てられた。  母親はRemaの人生や価値観、音楽への姿勢を大きく形づくった重要な存在である。
高校在学中に音楽活動を本格化させ、教会や地域イベントでのパフォーマンスを通じてラップや歌唱のスキルを磨いた。  InstagramなどのSNSを活用して楽曲を発表するうち、ナイジェリア国内の音楽関係者の注目を集めるようになった。

## キャリア
2018年、RemaはアーティストD'Princeの楽曲「Gucci Gang」に合わせたフリースタイル動画をInstagramに投稿し、注目を集めた。  この投稿がD'Princeの目に留まり、彼のレーベルJonzing World（Mavin Records傘下）と契約を結ぶこととなった。
2019年3月、RemaはデビューEP「Rema」をリリースし、特に「Dumebi」がヒット。ナイジェリア国内外で一躍注目の的となった。このアルバムはApple Musicのナイジェリアチャートでトップになった。
同年、元アメリカ大統領バラク・オバマがRemaの楽曲「Iron Man」を自身のサマープレイリストに選出し、国際的な認知度が一気に高まった。
Remaはその後、Afrobeatsにトラップやアマピアノなどを融合させた独自のスタイル「Afrorave（アフロレイヴ）」を提唱し、音楽的アイデンティティを確立。  彼のサウンドは西アフリカの伝統と現代のグローバル・トレンドを融合したものとして注目されている。
2020年9月、Remaの曲はFIFA 21のオフィシャルサウンドトラックに収録された。
2021年11月には同じレコードレーベル所属のAyra StarrとともにPepsiのブランドアンバサダーに抜擢された。
2022年、Remaはデビュー・スタジオアルバム「Rave & Roses」をリリースし、「Calm Down」は国際的なブレイクスルーとなった。  セレーナ・ゴメスを迎えたリミックスは、Billboard Hot 100で最高3位を記録し、YouTube再生回数も5億回を超えた。このアルバムから10曲がリリースされた週にUS Billboard Afrobeats Chartにランクインした。
同曲は、2022年に中東・北アフリカ地域（MENA）の公式チャート「The Official MENA Chart」で初の1位を獲得し、ギネス世界記録に認定された。  
さらに2023年には、同チャートで最も長く1位を維持した楽曲として、ギネス世界記録に追加認定された。
同じく2023年にEP「Ravage」を発表。  2024年には2作目のアルバム「HEIS」をリリースし、グラミー賞「Best Global Music Album」にノミネートされたほか、Trace Awardsでは「Album of the Year」を受賞した。
詳しくは英語版の受賞とノミネート一覧を参照。

## ディスコグラフィ

### スタジオ・アルバム
- 『Rave & Roses』（2022年3月25日）
- 『HEIS』（2024年4月12日）

### EP（拡張プレイ）
- 『Rema』（2019年）
- 『Rema Freestyle』（2019年）
- 『Bad Commando』（2019年）
- 『Ravage』（2023年10月）

### 主なシングル
- 「Iron Man」（2019年）
- 「Dumebi」（2019年）
- 「Soundgasm」（2021年）
- 「Calm Down」（2022年）
- 「Calm Down (Remix)」（2022年、セレーナ・ゴメスとのリミックス）
- 「Holiday」（2023年）
- 「Charm」（2023年）
- 「Benin Boys」（2024年、Shallipopiとのコラボ）
- 「Baby」（2025年、Sadeの曲 Is it a Crimeをサンプリング
- 「'Bout You」（2025年）

## 音楽スタイルと影響
Remaは、Afrobeatsを中心に、トラップ、ポップ、アマピアノ、R&Bなどのジャンルを融合させた独自の音楽スタイルを展開している。  彼自身はこのスタイルを「Afrorave（アフロレイヴ）」と名付け、独自のサブジャンルとして確立した。
彼はクリス・ブラウン、Drake、Wizkid、Burna Boyなどから影響を受けたと述べており、これらのアーティストの要素が自身の音楽に反映されている。

## 受賞とノミネート

### 主要受賞歴
- 2019年 – The Headies「Next Rated」賞（受賞）:contentReference[oaicite:1]{index=1}
- 2020年 – Soundcity MVP Awards「Best New Artist」賞（受賞）
- 2020年 – City People Music Awards「Revelation of the Year」賞（受賞）:contentReference[oaicite:2]{index=2}
- 2021年 – AFRIMMA「Best Male West Africa」賞（受賞）
- 2021年 – MTV Africa Music Awards「Best Male Artist」部門ノミネート:contentReference[oaicite:3]{index=3}
- 2022年 – The Future Awards Africa「Prize for Music」賞（受賞）
- 2023年 – Trace Awards「Album of the Year」賞（受賞）
- 2024年 – 第67回グラミー賞ノミネート「Best Global Music Album」2019年に『The Headies』の「Next Rated」賞(受賞)[1]。